# Liste der Monuments historiques in Bouilland
Die Liste der Monuments historiques in Bouilland führt die Monuments historiques in der französischen Gemeinde Bouilland auf.

## Liste der Immobilien
| Bezeichnung          | Beschreibung           | Standort                 | Kennzeichnung | Schutzstatus | Datum | Bild           |
| -------------------- | ---------------------- | ------------------------ | ------------- | ------------ | ----- | -------------- |
| Abtei Ste-Marguerite | ab dem 12. Jahrhundert | südlich des Ortes (Lage) | PA00112150    | Inscrit      | 1970  | weitere Bilder |

## Liste der Objekte
| Bezeichnung                    | Beschreibung                                                                        | Standort                       | Kennzeichnung | Schutzstatus | Datum | Bild |
| ------------------------------ | ----------------------------------------------------------------------------------- | ------------------------------ | ------------- | ------------ | ----- | ---- |
| Kommuniontisch                 | Schmiedeeisen, erste Hälfte des 18. Jahrhunderts                                    | in der Kirche St-Martin (Lage) | PM21003058    | Classé       | 2003  |      |
| Hauptaltar                     | Altartisch; Holz, farbig gefasst und vergoldet, erste Hälfte des 18. Jahrhunderts   | in der Kirche St-Martin (Lage) | PM21003059    | Classé       | 2003  |      |
| Skulptur Heiliger Martin       | Aufsatz eines Prozessionsstabs; Holz, farbig gefasst und vergoldet, 18. Jahrhundert | in der Kirche St-Martin (Lage) | PM21003822    | Inscrit      | 1985  |      |
| Gemälde Christus in der Marter | Ölfarbe auf Leinwand, 17. Jahrhundert                                               | in der Kirche St-Martin (Lage) | PM21004208    | Inscrit      | 1997  |      |
| Skulptur Madonna mit Kind      | Holz, farbig gefasst, 18. Jahrhundert                                               | in der Kirche St-Martin (Lage) | PM21004209    | Inscrit      | 1997  |      |